# Exekutive Rechtsnorm
Als exekutive Rechtsnormen werden die von der Exekutive geschaffene Rechtsnormen bezeichnet im Unterschied zu den von der Legislative geschaffenen formellen Gesetzen.
Exekutive Rechtsnormen sind zum einen Rechtsverordnungen (in Ausübung delegierter Rechtsetzungsbefugnisse insbesondere der Bundes- oder Landes-Regierung), zum anderen Satzungen (als Ausdruck der Selbstverwaltung insbesondere von Kommunen). Dem Geltungsrange nach stehen exekutive Rechtsnormen unterhalb des einfachen Gesetzes der jeweiligen staatlichen Ebene (untergesetzliche Rechtsnormen). Infolge des Vorrangs des Bundesrechts vor dem Landesrecht (Art. 31 GG) stehen allerdings Bundes-Rechtsverordnungen über dem Landesgesetz.